# Budinok

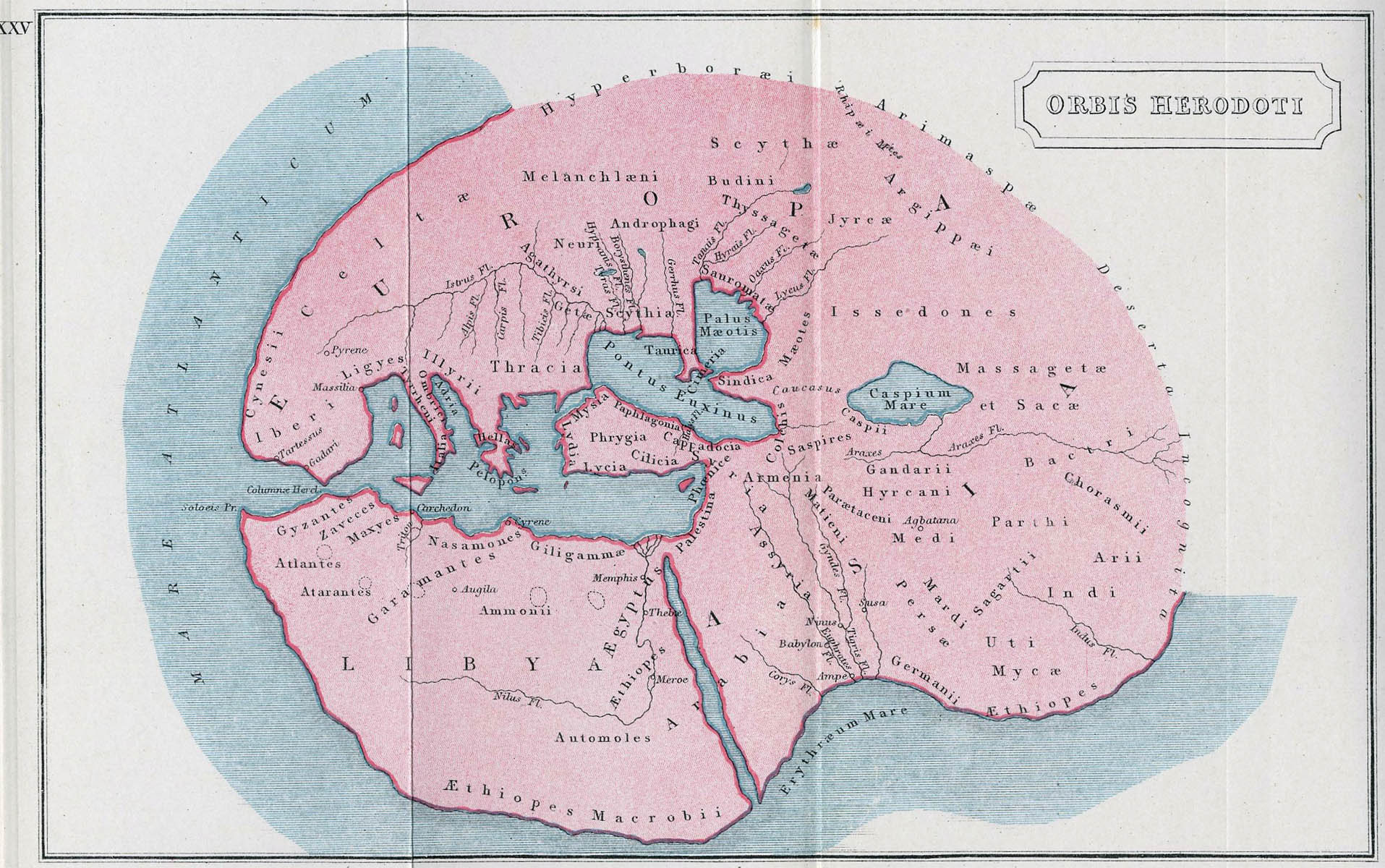
A budinok és szomszédaik lakóhelye Hérodotosz leírása szerint

A budinok (βουδίνοι) népéről elsőként Hérodotosz tudósít az i. e. 5. században. Nevezettek – történetírónk állítja – vörös hajúak és kék szeműek voltak. Földjüket, leírása szerint, „benövi egészen mindenfajta fákból álló erdő”. A budinok pásztorkodással, vadászattal és halászattal stb. tartották fenn magukat.
Országuk Kelet-Európában, észak felé, a szauromaták lakóhelyén túl keresendő. Nevezett nép birtokai a Tanaisz (Don) bal partján, az Azovi-tenger (Maiotisz) öblétől észak felé tizenöt napi járóföldnek (400–450 km) megfelelő területet foglaltak el.
A budinokat – az életszerű leírás ellenére – egy időben mesebeli népnek is tekintették. Olykor pedig a permiek csoportjához tartozó udmurtokkal és komikkal stb. azonosították őket. Hivatkoztak Hérodotosz leírására, illetve ama tényre, miszerint nevezett népek képviselőinek megjelenése általánosságban megfelel a szóban forgó leírásnak. S hozzátették még: arcuk és szemük színét a budinok a szomszédos szauromatákkal való keveredésnek köszönhetik. A budinok és a permiek azonosságát a mondottakon kívül más körülmények nem igazolják, és a szauromatákkal történt keveredés is – bár hihetőnek tűnik – egyelőre csupán feltevés.

## A nép és országa
A budinok birodalma nagyjából megegyezik ama tartománnyal, melyet a mordvinok lakóhelyeként ismerünk a Volga középső szakaszánál. A helyben lakók és a görög gyarmatvárosokból elűzött kereskedők – mondja Hérodotosz – együtt élnek a budinok Gelónosz (Γελωνος) nevű fővárosában. A hellének neve pedig gelónok (gelónoi: γελωνοι); nyelvük félig szkíta, félig görög. A várost fából építették, falainak hosszúsága a korabeli feljegyzések szerint minden oldalon harminc sztadion (kb. 5500 m). A településen szentélyeket is emeltek a görög istenek tiszteletére.
Hóman Bálint a budinokról az alábbiak szerint nyilatkozik:
„A Dnyeszter és Bug felső folyása mentén, a mai Volhyniában, a földműves szkíták szomszédságában lakó neurok – az orosz szlávok ősei – »Dareiosz szkíta hadjárata előtt egy emberkorral«, vagyis a Kr. e. 6. század elején – »állítólag a kígyók elszaporodása miatt a budinok földjére mentek lakni«. Megmozdulásuk igazi okát könnyű megállapítanunk: a kelták vándorlásaik során ez időben érkeztek meg a Szudéták vidékére, s az Elba-Odera vidékén élő szlávokat részben uralmuk alá vetették, részben elköltözésre kényszerítették. A lassan keletre húzódó szlávság legkeletibb ágazata a Visztula vidékéről a Bug-Dnyeper közére érve az ott lakó másfajta budinokat is kiszorította hazájukból. Hérodotosz később egy másik tájon lakó hasonló nevű népről beszél. Előadása szerint a Volga-menti füves mezőségen »a Maiotisztól háromnapi járóföldre keletre, s onnét háromnapi járóföldre északra kezdődik a szarmaták szállásföldje, mely észak felé a Maiotisztól tizenöt napi járóföldre«, tehát körülbelül Szaratov vidékéig terjedt. Ezektől északra – valahol az Oka–Szura–Volga közén, a mordvinok mai földjén – »lakik a világoskék szemű és rőt hajú budinok nagy és népes nemzete. Országukban van a fából épített Gelonosz város (Penza vagy talán Szaratov?), (…) hol a házak és templomok is fából vannak, s a görög istenek görög módra berendezett szentélyeik állnak különböző istenképekkel…, mert a gelónok tulajdonképpen görögök, akik a kikötőkből kiszorítva telepedtek a budinok közé. Ezek félig szkíta, félig görög nyelven beszélnek. A budinok más nyelvet használnak, mint a gelónok. Életmódjuk sem ugyanaz. A budinok bennszülött nomádok, s az itt lakók közül csak ők eszik a fenyőtobozt. A gelónok pedig földművelők, kenyeret esznek, kertjeik vannak, és sem alakra, sem színre nem hasonlítanak azokhoz«. A görögök – Hérodotosz itt nyilván Hékataioszra céloz – mégis gelónoknak hívják a budinusokat is, de helytelenül. »Egész földjük sűrű erdővel van tele, a legnagyobb erdőben van egy nagy és széles tó, s körülötte mocsár és nádas. Ebben fogják a vidrát, a hódot és más négyszögletes arcú vadakat, melyeknek a bőrét bundáik szegélyére varrják.«” – Ősemberek, ősmagyarok. Az ősmagyarok vándorlásai és régi élettársai.
Hóman Bálint itt szlávokat emleget, az ókorban azonban szláv népekről még nemigen beszélhetünk. Ráadásul nem tudjuk megmondani, szerzőnk kiket emleget e helyen másfajta budinok néven. A budinok pedig nyilván nem a fenyőtobozt, hanem a fenyőmagot fogyasztották. Ókori szerzők, talán tévedés okán, tetűvel táplálkozóknak (phtheirotrageouszi: φθειροτραγέουσι) is nevezték a budinokat. Meglehet, a fenyők magját vélték tetűnek.

## Vékony Gábor feltevése

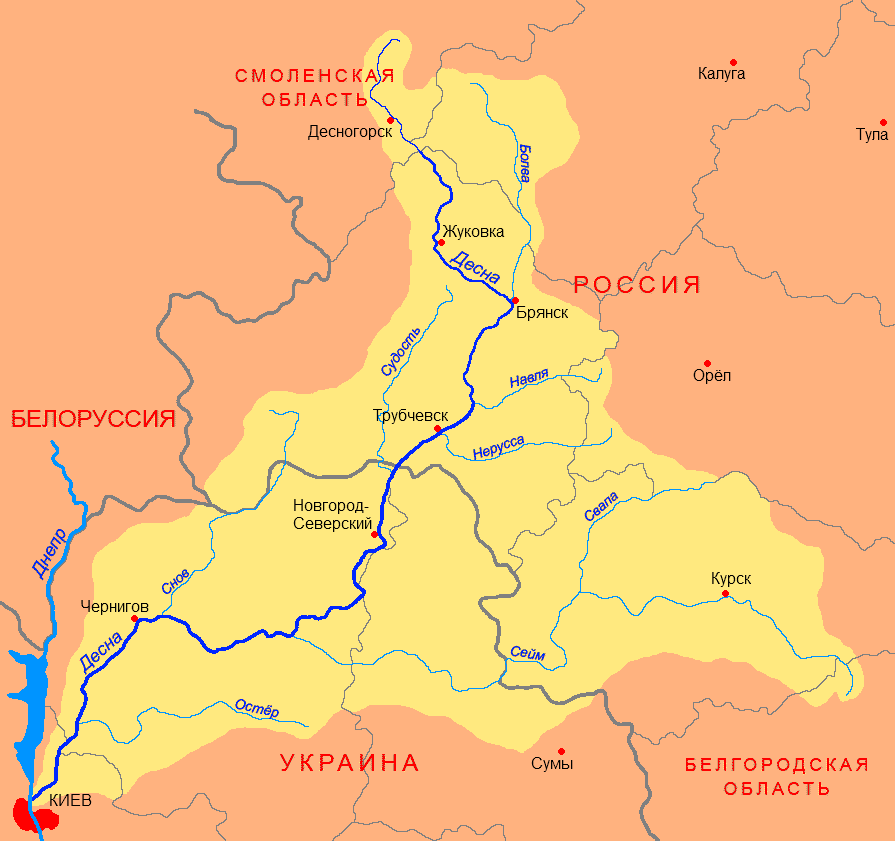
A juhnovoi műveltség népessége az ókorban a Gyeszna, illetve a Szejm völgyében lakott

Vékony Gábor a permieket az i. e. 6–4. században a Donyec és a Gyeszna folyó között honos népességgel, a juhnovói műveltséggel kapcsolja össze. A szóban forgó népesség régészeti hagyatékában görög orsókat is találtak, s ez Vékony szerint valószínűleg többet jelent szokványos kereskedelmi kapcsolatoknál. A görög köles (kenkhrosz: κενχρος, többes számban kenkhroi: κενχροι) szó – mondja Vékony – talán a görögök révén került a permi nyelvbe, onnan pedig a magyarba. Az udmurt (votják) kengir, kenyir (dara, darakása, derce) kifejezés a magyarban kenyér alakot öltött.
Hérodotosz leírása szerint a thüsszageták földjéről négy folyó igyekszik a Maiotisz felé, ezek – keletről nyugat felé haladva – a Lükosz (Λυκος: Urál), az Oarosz (Οαρος: Volga), a Tanaisz (Ταναις: Don) és a Hürgisz vagy Szürgisz (Υργις, Συργις: Donyec). (Az Urál folyó és a Volga valójában a Kaszpi-tengerbe szállítja vizét, jeles történetírónk idejében azonban a földrajztudomány még gyermekcipőben járt.)
Vékony szerint a Hérodotosz által megnevezett folyók – nyugatról kelet felé haladva – a következőképpen azonosíthatók:
- A Donyec felső folyása az Oszkol torkolatáig;
- Az Oszkol és a Donyec az Ajdar torkolatáig;
- Az Ajdar és a Donyec a Donig;
- A Don.

Amennyiben eszerint próbáljuk azonosítani a budinok lakóhelyét – közli Vékony –, akkor leginkább a Felső-Donyec mentén, Harkiv vidékén, esetleg a Szula folyó mellett, Romni település környékén kellene keresnünk a népet. A régészeti adatok szerint e vidék az ókorban a hódvadászat egyik központja volt, a budinok pedig, tudjuk Hérodotosztól, vidrára és hódra vadásztak.
Vékony Gábor feltételezéseit több más tudós nem fogadja el, illetve élesen bírálja.
Vékony előterjesztése a Hérodotosz által felsorolt kelet-európai folyók azonosításával kapcsolatban teljességgel ellentmond az ókori szerző leírásának. A budinok lakóhelyére vonatkozó megállapítása nem különben. A budinok Hérodotosz szerint a Volga táján, erdős területen éltek, Vékony ellenben a Poltava vidéki pusztákon, Bilszk környékén keresi őket.
A szakemberek többsége a permieket nem a juhnovoi műveltség népességével azonosítja.